# Стена (Сохо)
«Стена» (англ. The Wall, также The Gateway to Soho) — произведение американского скульптора Форреста Майерса в стиле минимализма. Создано в районе Сохо на Манхэттене, Нью-Йорк, и расположено на стене здания по адресу — Бродвей, 599.
Стена была построена в 1973 году на пустующей части здания и на её создание было потрачено 2000 долларов. Состоит из 42 алюминиевых прутов (штырей) окрашенных в зелёный цвет, прикрепленных стальными болтами к стене с голубым фоном. Занимает 3/4 поверхности стены здания и закрывает почти 8 этажей.
Владельцы здания 599 Broadway еще в 1997 году жаловались на созданную конструкцию по причине просачивания воды через стену и просили муниципалитет демонтировать её, даже обращались в суд. Также они сообщали, что в случае расположения на стене рекламы, она может приносить до 600 000 долларов выручки в год. В апреле 2007 года, город и владельцы здания достигли соглашения, по которому произведение искусства может быть установлено выше, что освободит место для рекламы.